# GOCR

GOCR (ou JOCR) é um programa gratuito de reconhecimento óptico de caracteres inicialmente desenvolvido por Jörg Schulenburg. Pode ser utilizado para converter ou escanear ficheiros de imagens (Portable pixmap ou PCX) para ficheiros de texto.